# Skënder Bruçaj
Skënder Bruçaj o Scander Brucaj (distretto di Malësi e Madhe, 22 giugno 1976) è uno studioso scienze religiose islamiche e attuale Gran Mufti (in lingua albanese: Kryemyftiu) dell'Albania, carica che ricopre dal marzo 2014.
È anche la guida della Comunità Sunnita Albanese. In entrambi i ruoli è stato preceduto da Haxhi Selim Muça.
Bruçaj, proveniente dalla zona delle "Alpi Albanesi" o Prokletije, è stato direttore all'Università Epoka e professore in quella di Bedër.